# .tv
.tv – domena internetowa będąca jednocześnie kodem narodowym wysp Tuvalu na Pacyfiku (zamieszkanych przez 10 tys. mieszkańców)
W 2001 roku domena została sprzedana przez rząd Tuvalu amerykańskiej firmie Verisign, która zarządza nią do dzisiaj. Zgodnie z umową rząd miał otrzymać 45 mln dolarów – jednorazowo 9 mln i przez kolejne 15 lat wypłacane co kwartał 500 tys. dolarów.
„TV” to także skrót od słowa television („telewizja”). Przez skojarzenie z telewizją domena ta jest używana dla serwisów tego typu.